# Gyraulus piscinarum
Gyraulus piscinarum is een slakkensoort uit de familie van de Planorbidae. De wetenschappelijke naam van de soort is voor het eerst geldig gepubliceerd in 1852 door Bourguignat.